# Charles Ier de Luxembourg
Charles Ier de Luxembourg, né en 1488 et mort en 1530, est comte de Brienne, de Ligny (-en-Barrois) et de Roussy. Il est le fils d'Antoine de Luxembourg, comte de Brienne et de Ligny, et de sa seconde épouse, Françoise de Croÿ-Chimay. Par son père, il est issu d'une branche cadette de maison de Luxembourg.
En 1519, à la mort de son père, il lui succède comme comte de Brienne et comte de Ligny.
En 1510, il épouse Charlotte d'Estouville, fille de Jacques d'Estouville, seigneur de Beine et de Blainville, prévôt de Paris et chambellan du roi. De ce mariage naissent huit enfants :
- Antoine II (mort en 1557), qui épouse Marguerite de Savoie et qui succède à son père comme comte de Brienne et de Ligny ;
- Louis III (mort en 1517), qui épouse Antoinette d'Amboise et qui succède à son père comme comte de Roussy ;
- Jean (mort en 1548), poète, qui devient évêque de Pamiers ainsi qu'abbé d'Ivry et de Larrivour ;
- Georges (mort en 1537), qui devient baron de Ghistelles ;
- Guillemette, qui épouse François de Vienne, seigneur d'Antigny, Commarin, Ruffey et Chevreaux ;
- Françoise (morte en 1566), qui devient dame de Roussy et qui épouse Bernard III de Bade, margrave de Bade, puis Adolphe IV de Nassau-Idstein, fils de Philippe ;
- Antoinette (morte en 1603), qui devient abbesse de Notre-Dame d'Yerres ;
- Marie (morte en 1597), qui devient abbesse de Notre-Dame de Troyes.

Il meurt en 1530 et son fils aîné Antoine lui succède comme comte de Brienne et de Ligny.